# 1946-os magyar birkózóbajnokság
Az 1946-os magyar birkózóbajnokság a harminckilencedik magyar bajnokság volt. Ettől az évtől lepkesúlyban is rendeztek bajnokságot. A kötöttfogású bajnokságot november 24-én, a szabadfogású bajnokságot pedig szeptember 22-én rendezték meg, mindkettőt Budapesten, a Nemzeti Sportcsarnokban.

## Eredmények

### Férfi kötöttfogás
| Versenyszám  | Arany                        | Arany | Ezüst                          | Ezüst | Bronz                       | Bronz |
| ------------ | ---------------------------- | ----- | ------------------------------ | ----- | --------------------------- | ----- |
| Lepkesúly    | Szilágyi Gyula BVESC         |       | Nagy György Ceglédi VSE        |       | Kubicsek Lajos Ganz TE      |       |
| Légsúly      | Munkácsi András Szolnoki MÁV |       | Kenéz Béla Ceglédi VSE         |       | Móni Béla Munkás TE         |       |
| Pehelysúly   | Fecske Béla Munkás TE        |       | Barnóczki István Diósgyőri VTK |       | Hullai József Kecskeméti TE |       |
| Könnyűsúly   | Szilvásy Miklós BVESC        |       | Vörös László Előre SE          |       | Pintér István BVESC         |       |
| Váltósúly    | Mucsi Lajos Csepeli MTK      |       | Balogh Gyula BVESC             |       | Vágó Róbert Vasas SC        |       |
| Középsúly    | Németi Gyula Debreceni VSC   |       | Zsolnai Károly Testvériség SE  |       | Sólyom János Vasas SC       |       |
| Félnehézsúly | Tarányi József Debreceni VSC |       | Szalisznyó József Ceglédi VSE  |       | Növényi Norbert Törekvés SE |       |
| Nehézsúly    | Bóbis Gyula BVESC            |       | Soltész László Ceglédi VSE     |       | Bakk József BVESC           |       |

### Férfi szabadfogás
| Versenyszám  | Arany                    | Arany | Ezüst                        | Ezüst | Bronz                      | Bronz |
| ------------ | ------------------------ | ----- | ---------------------------- | ----- | -------------------------- | ----- |
| Lepkesúly    | Szilágyi Gyula BVESC     |       | Kenéz Béla Ceglédi VSE       |       | Villányi Károly Postás SE  |       |
| Légsúly      | Bencze Lajos Újpesti TE  |       | Dobó Imre Szegedi MTE        |       | Kővári Béla Testvériség SE |       |
| Pehelysúly   | Tóth Ferenc Újpesti TE   |       | Sipos László Debreceni VSC   |       | Tormási Károly BVESC       |       |
| Könnyűsúly   | Ferencz Károly Előre SE  |       | Tóth Miklós Csepeli MTK      |       | Bakos László Munkás TE     |       |
| Váltósúly    | Sóvári Kálmán Újpesti TE |       | Ördög János Szegedi MTE      |       | Benkő András Csepeli MTK   |       |
| Középsúly    | Czuczi Imre Szentesi MÁV |       | Finyák Sándor Győri AC       |       | Vasvári János Ceglédi VSE  |       |
| Félnehézsúly | Kovács Gyula BVESC       |       | Tarányi József Debreceni VSC |       | Erdélyi Lajos BVESC        |       |
| Nehézsúly    | Bóbis Gyula BVESC        |       | Soltész László Ceglédi VSE   |       | Riheczky János Munkás TE   |       |